# Liste des œuvres d'Ernest Lavisse

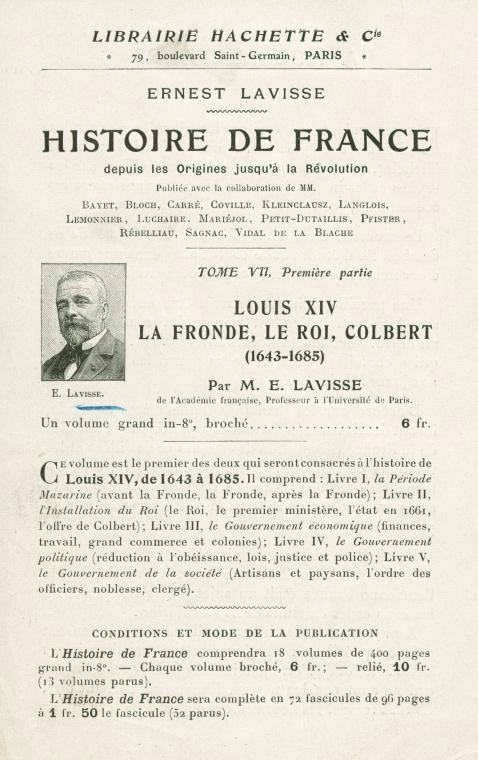
Prospectus de la librairie Hachette lors de la parution de lHistoire de France depuis les origines jusqu'à la Révolution (VII/1) en 1906

Cette liste des œuvres d'Ernest Lavisse comprend l'intégralité de ses publications référencées dans le catalogue de la Bibliothèque nationale de France. Dans chaque section, les références sont classées par ordre chronologique et les différentes éditions d'un même ouvrage présentées à la suite.

## Direction d'ouvrages

### Europe
- Histoire générale, du IVe siècle à nos jours, Paris, Armand Colin, 1892-1901, in-8°
  - Tome I: Les Origines (395-1095), 1893, VI-805 p.
  - Tome II: L'Europe féodale, les Croisades (1095-1270), 1893, 987 p.
  - Tome III: La Formation des grands États (1270-1492), 1894, 984 p.
  - Tome IV: Renaissance et Réforme ; Les nouveaux mondes (1492-1559), 1894, 899 p.
  - Tome V: Les Guerres de Religion (1554-1648), 1895, 982 p.
  - Tome VI: Louis XIV (1643-1715), 1895, 981 p.
  - Tome VII: Le XVIIIe siècle (1715-1788), 1896, 1051 p.
  - Tome VIII: La Révolution française (1789-1799, 1896, 992 p.
  - Tome IX: Napoléon (1800-1815), 1897, 1011 p.
  - Tome X: Les Monarchies constitutionnelles (1815-1847), 1898, 1016 p.
  - Tome XI: Révolutions et guerres nationales (1848-1870), 1899, 1014 p.
  - Tome XII: Le Monde contemporain (1870-1900), 1901, 934 p.

### France jusqu'à la Révolution
- Histoire de France depuis les origines jusqu'à la Révolution, Paris, Hachette, 1900-1911 (réimpr. 1982, éd. Tallandier) (1re éd. 1900), 24 cm.
  - Tome I/1: Paul Vidal de La Blache, Tableau de la géographie de la France, 1903, 395 p.
  - Tome I/2: Gustave Bloch, Les Origines ; La Gaule indépendante et la Gaule romaine, 1900, 451 p.
  - Tome II/1: Charles Bayet, Arthur Kleinclausz et Christian Pfister, Le Christianisme, les Barbares ; Mérovingiens et Carolingiens, 1903, 444 p.
  - Tome II/2: Achille Luchaire, Les Premiers Capétiens (987-1137), 1901, 414 p.
  - Tome III/1: Achille Luchaire, Louis VII, Philippe-Auguste, Louis VIII (1137-1226), 1901, 417 p., lire en ligne
  - Tome III/2: Charles-Victor Langlois, Saint Louis, Philippe le Bel, les derniers capétiens directs (1226-1328), 1901, 433 p.
  - Tome IV/1: Alfred Coville, Les Premiers Valois et la Guerre de Cent ans (1328-1422), 1902, 447 p.
  - Tome IV/2: Alfred Coville et Charles Petit-Dutaillis, Charles VII, Louis XI et les premières années de Charles VIII (1422-1492), 1902, 455 p.
  - Tome V/1: Henry Lemonnier, Les Guerres d'Italie, la France sous Charles VIII, Louis XII et François Ier (1492-1547), 1903, 393 p.
  - Tome V/2: Henry Lemonnier, La lutte contre la Maison d'Autriche, la France sous Henri II (1519-1559), 1911, 379 p.
  - Tome VI/1: Jean-Hippolyte Mariéjol, La Réforme et la Ligue, l'Édit de Nantes (1559-1598), 1904, 428 p.
  - Tome VI/2: Jean-Hippolyte Mariéjol, Henri IV et Louis XIII (1598-1643), 1905, 492 p.
  - Tome VII/1: Ernest Lavisse, Louis XIV, La Fronde, le Roi, Colbert (1643-1685), 1905, 404 p.
  - Tome VII/2: Ernest Lavisse, Louis XIV : La religion, les lettres et les arts, la guerre (1643-1685), 1906, 414 p.
  - Tome VIII/1: Philippe Sagnac et Alexandre de Saint-Léger, Louis XIV : La fin du règne (1685-1715), 1908, 484 p.
  - Tome VIII/2: Henri Carré, Le Règne de Louis XV (1715-1774), 1909, 427 p.
  - Tome IX/1: Henri Carré, Ernest Lavisse et Philippe Sagnac, Le Règne de Louis XVI (1774-1789), 1910, 445 p.
  - Tome IX/2: Tables alphabétiques, 1911

### France depuis la Révolution
- Histoire de la France contemporaine depuis la Révolution jusqu'à la paix de 1919, Paris, Hachette, 1921-1922, in-4°
  - Tome I: Philippe Sagnac, La Révolution (1789-1792), 439 p.
  - Tome II: Georges Pariset, La Révolution (1792-1799), 439 p.
  - Tome III: Georges Pariset, Le Consulat et l'Empire, 444 p.
  - Tome IV: Sébastien Charléty, La Restauration, 404 p.
  - Tome V: Sébastien Charléty, La Monarchie de Juillet, 412 p.
  - Tome VI: Charles Seignobos, La Révolution de 1848. Le Second Empire, 410 p.
  - Tome VII: Charles Seignobos, Le Déclin de l'Empire et l'établissement de la IIIe République, 425 p. lire en ligne
  - Tome VIII: Charles Seignobos, L'Évolution de la IIIe République, 512 p.
  - Tome IX: Henry Bidou, Auguste Gauvain et Charles Seignobos, La Grande Guerre ; Conclusion générale par Ernest Lavisse, 566 p.
  - Tome X: Tables générales des origines à la paix de 1919, 560 p.

## Pédagogie

### Manuels
Dans cette section, seules sont indiquées les éditions originales.

#### Histoire
- Ernest Lavisse, Leçons préparatoires d'histoire de France avec récits à l'usage des commerçants..., Paris, Armand Colin, 1876, in-16°
- Ernest Lavisse, La Première année d'histoire de France, avec récits : Ouvrage contenant des gravures, des cartes, des questionnaires, des devoirs et un lexique explicatif des mots difficiles, à l'usage des élèves qui recherchent le certificat d'études primaires, Paris, Armand Colin, 1876, 336 p., in-16°
- Ernest Lavisse, Histoire générale : Notions sommaires d'histoire ancienne, du moyen âge et des temps modernes, leçons, résumés, réflexions… à l'usage des candidats au certificat d'études primaires et des élèves de l'enseignement secondaire, Paris, Armand Colin, v.1882 (réimpr. 1884) (1re éd. v.1882), 192 p., 19 cm.
- Ernest Lavisse, La Première année d'histoire de France : leçons, récits, réflexions : Ouvrage contenant 95 gravures, 14 cartes, un questionnaire, des résumés, des devoirs de rédaction, une révision générale et un lexique des mots difficiles : à l'usage des écoles primaires et des classes élémentaires des lycées et collèges (enseignement classique et spécial). Programme de 1882, Paris, Armand Colin, 1884, 240 p., in-16°Première mouture du « Petit Lavisse ».
- Ernest Lavisse, La Deuxième année d'histoire de France avec récits et dissertations…, Paris, Armand Colin, 1884, 26e éd., in-12°
- Ernest Lavisse, Récits et entretiens familiers sur l'histoire de France jusqu'en 1328, Paris, Armand Colin, 1884, 124 p., in-18°
- Ernest Lavisse et Paul Dupuy, Histoire de France et notions sommaires d'histoire générale : Moyen âge, cours de 1re année, Paris, Armand Colin, 1890, 296 p., in-18°
- Ernest Lavisse, Fascicule d'histoire de la Gaule et de l'ancienne France, des origines à la fin du XVe siècle : Réforme de l'enseignement de l'histoire (arrêté du 4 janvier 1894, Paris, Armand Colin, s.d., 94 p., in-18°
- Ernest Lavisse, Fascicule d'histoire contemporaine : Réforme de l'enseignement de l'histoire (arrêté du 4 janvier 1894, Paris, Armand Colin, 1894, 56 p., in-16°
- Ernest Lavisse, Livret d'histoire de France, Paris, Armand Colin, 1894, 55 p., 17 cm.
- Ernest Lavisse et Amédée Thalamas, Livret d'histoire de France : Opuscule du maître, Paris, Armand Colin, 1894, 48 p., 17 cm.
- Ernest Lavisse, La Nouvelle année préparatoire d'histoire de France : dans laquelle on n'insiste que sur les événements qui se sont passés depuis la fin du XVe siècle, Paris, Armand Colin, 1895, 112 p., in-16°
- Ernest Lavisse, La Nouvelle 2e année d'histoire de France et d'histoire générale : Cours supérieur, Paris, Armand Colin, s.d., 439 p., in-12°
- Ernest Lavisse, Fascicule d'histoire de 1328 à 1453 : Récits et entretiens familiers (Cours élémentaire), Paris, Armand Colin, 1895, in-12°
- Ernest Lavisse, Histoire de France : Cours moyen, Paris, Armand Colin, 1912, 256 p., in-16°
- Ernest Lavisse, Histoire de France : Cours élémentaire, Paris, Armand Colin, 1913, 187 p., in-16° (lire en ligne)Version définitive du « Petit Lavisse », rééditée cinquante fois jusqu'en 1950.

#### Instruction morale et civique
- Ernest Lavisse, La Première année d'instruction civique : Textes et récits, Paris, Armand Colin, 1880, 179 p., in-16° (lire en ligne)
- Ernest Lavisse, Petites histoires pour apprendre la vie, Paris, Armand Colin, 1887, 198 p., in-8°Publié sous le pseudonyme de Pierre Laloi
- Ernest Lavisse et François Picavet, Instruction morale et civique : À l'usage des écoles normales primaires, des lycées et collèges de jeunes filles, des élèves de l'enseignement spécial et des candidats au baccalauréat ès sciences, Paris, Armand Colin, 1888, VI-690 p., in-18° (lire en ligne)
- Ernest Lavisse, Livret d'instruction civique : Opuscule du maître, Paris, Armand Colin, coll. « L'année du certificat d'études », 1892, 40 p., in-18° (lire en ligne)Publié sous le pseudonyme de Pierre Laloi
- Ernest Lavisse, L'Année préparatoire d'instruction morale et d'instruction civique conforme au programme de 1887, Paris, Armand Colin, s.d., 136 p., in-18°Publié sous le pseudonyme de Piere Laloi

### Ouvrages sur l'enseignement
- Ernest Lavisse, France-humanité : Lettres à une normalienne, Paris, I. Rirachovski, s.d., 32 p., in-8°
- Ernest Lavisse, La Fondation de l'Université de Berlin : À propos de la réforme de l'enseignement supérieur en France, avec une note sur l'Université allemande de Strasbourg, Paris, Hachette, 1876, 48 p., in-8°Extrait de la Revue des deux Mondes
- Ernest Lavisse, L'Enseignement historique en Sorbonne et l'éducation nationale, Paris, A. Quantin, s.d., 28 p., in-8°Extrait de la Revue des deux Mondes, 15 février 1882.
- Ernest Lavisse, Questions d'enseignement national, Paris, Armand Colin, 1885, XXX-338 p., in-18° (lire en ligne)
- Ernest Lavisse et Charles Graux, L'Université de Salamanque, Paris, A. Dupret, 1887, 84 p., in-12°
- Ernest Lavisse, La Question des Universités françaises : Le transfert des Facultés de Douai à Lille, Paris, Armand Colin, 1887, 23 p., in-8° (lire en ligne)Extrait de la Revue internationale de l'enseignement, tome douzième, 15 décembre 1886, pp. 473-493
- Ernest Lavisse, Études et étudiants, Paris, Armand Colin, 1890, XXXVIII-354 p., in-18°
- Ernest Lavisse, À propos de nos écoles, Paris, Armand Colin, 1895, VIII-250 p., in-12°
- Ernest Lavisse, Un ministre : Victor Duruy, Paris, Armand Colin, 1895, 180 p., in-12° (lire en ligne)Extrait de la Revue de Paris.
- Ernest Lavisse, Aux jeunes gens, Paris, Calmann-Lévy, 1899Étude publiée dans le volume L'Étudiant des Œuvres complètes de Jules Michelet publiées chez Calmann-Lévy
- Ernest Lavisse, L'Enseignement de l'histoire à l'école primaire, Paris, Armand Colin, 1912, I-32 p., in-16°Extrait de Questions d'enseignement national.

## Sur l'Allemagne

### Essais historiques
- Ernest Lavisse, Étude sur l'une des origines de la monarchie prussienne : La Marche de Brandebourg sous la dynastie ascanienne, Paris, Hachette, 1875, X-268 p., in-8° (lire en ligne)
- Ernest Lavisse, Études sur l'histoire de Prusse, Paris, Hachette, 1879, 1re éd., XII-327 p., in-8°
- Ernest Lavisse, Études sur l'histoire de Prusse, Paris, Hachette, 1885 (réimpr. 1896), 2e éd. (1re éd. 1879), 346 p., in-16°
- Ernest Lavisse, Études sur l'histoire d'Allemagne : La foi et la morale des Francs, s.l., s.n., s.d., 32 p., in-8°Extrait de la Revue des deux Mondes, 25 mars 1886.
- Ernest Lavisse, Essais sur l'Allemagne impériale, Paris, Hachette, 1888 (réimpr. 1909) (1re éd. 1888), XXVIII-345 p., in-16°
- Ernest Lavisse, Trois empereurs d'Allemagne : Guillaume Ier, Frédéric III, Guillaume II, Paris, Armand Colin, 1888, 297 p., in-18°
- Ernest Lavisse, La Jeunesse du grand Frédéric, Paris, Hachette, 1891 (réimpr. 1894, 1899, 1906) (1re éd. 1891), XVI-451 p., in-8°
- Ernest Lavisse, Le Grand Frédéric avant l'avènement, Paris, Hachette, 1893, XVIII-373 p., in-8°Suite de l'ouvrage précédent
- Ernest Lavisse, L'Empereur Frédéric III, Paris, H. Gautier, coll. « Nouvelle bibliothèque populaire », 1896, in-16°Avec une notice sur E. Lavisse par Alfred Ernst

### L'Alsace-Lorraine
- Ernest Lavisse, La Question d'Alsace dans une âme d'Alsacien, Paris, Armand Colin, 1891, VIII-52 p., in-16°
- Ernest Lavisse, En Alsace, Coulommiers, P. Brodard, 1911, 16 p., in-8°Extrait de la Revue de Paris, 15 mai 1911.
- Ernest Lavisse et Christian Pfister, La Question d'Alsace-Lorraine : Toute la France debout pour la victoire du droit, Paris, Armand Colin, 1917 (réimpr. 1918) (1re éd. 1917), 32 p., in-16°

### Sur l'Allemagne dans la Grande Guerre
- Ernest Lavisse, Charles Andler et autres, L'Allemagne et la guerre de 1914-15 : D'après les travaux de MM. Durkheim, Denis, Lavisse, Andler et A. Weiss, Paris, Armand Colin, 1915, 119 p., in-16°Travaux publiés par le Comité des études et documents sur la guerre sous la présidence d'Ernest Lavisse.
- Ernest Lavisse et Charles Andler, Pratiques et doctrines allemandes de la guerre, Paris, Armand Colin, 1916, 47 p., in-16° (lire en ligne)Traductions anglaise et castillane.

## Sur la France duXVIIesiècle
- Ernest Lavisse, La Fronde dans les Mémoires du cardinal de Retz : Conférence faite à l'hôtel de ville de Versailles, Versailles, Impr. de Cerf, 1867, 32 p., in-8°
- Ernest Lavisse, Sully, Paris, Hachette, coll. « Bibliothèque des écoles et des familles », 1884, 192 p., in-16°
- Ernest Lavisse, « Deux portraits d'Anne d'Autriche », La Revue de Paris,‎ 1er juin 1903

## Essais divers
- Ernest Lavisse, La Bataille de Bouvines, Paris, G. Née, s.d., 56 p., in-18°Extrait du Journal des Débats.
- Ernest Lavisse, L'Invasion dans le département de l'Aisne, Laon, H. de Coquet, coll. « Brochures sur les campagnes de France 1870-1871 », 1872, 96 p., in-8°
- Ernest Lavisse, Étude sur le pouvoir royal au temps de Charles V, Paris, s.n., 1884, 48 p., in-8° (lire en ligne)Extrait de la Revue historique.
- Ernest Lavisse, Vue générale de l'histoire politique de l'Europe, Paris, Armand Colin, 1890, VII-243 p., in-18° (lire en ligne)
- Ernest Lavisse, Souvenirs, Paris, Calmann-Lévy, 1912 (réimpr. 1922, 10e éd.) (1re éd. 1912), 289 p., in-18°
- Ernest Lavisse, Pages choisies, Paris, Larousse, coll. « Écrivains français pendant la guerre », 1915, 123 p., in-16°
- Ernest Lavisse, Pourquoi nous nous battons, Paris, Armand Colin, 1917, 31 p., 16 cm.

## Discours publiés
- Ernest Lavisse, Distribution solennelle des prix au lycée impérial Napoléon : Discours prononcé par M. Lavisse, le 10 août 1869, Paris, Donnaud, 1869, 19 p., in-8°Sur la vie de collège en Angleterre
- Ernest Lavisse, Discussion d'une leçon d'histoire : Conférence faite aux étudiants de la faculté des lettres de Paris, juin 1884, Paris, Dupont, 1884, 16 p., in-8°Extrait de la Revue de l'enseignement secondaire et de l'enseignement supérieur
- Ernest Lavisse, Auguste Himly et Louis Liard, Discours pour l'inauguration du buste d'Albert Dumont et la séance de rentrée à la Faculté des lettres de Paris, Paris, Armand Colin, 1891, 20 p., in-8°Extrait de la Revue internationale de l'enseignement, 15 novembre 1891.
- Ernest Lavisse, Académie française : Discours de réception de M. Ernest Lavisse (séance du 16 mars 1893), Paris, Armand Colin, 1893, 34 p., in-12°
- Ernest Lavisse, Michel Bréal, Octave Gréard, Gabriel Monod, Georges Picot et Henri Wallon, Inauguration du monument élevé à la mémoire de Victor Duruy à Villeneuve-Saint-Georges, le 27 mai 1900, Paris, Firmin Didot et Cie, 1900, 36 p., in-4°
- Ernest Lavisse, Michel Bréal, Louis Liard et Charles Roussel, Aux amis du très regrettré Armand Du Mesnil, sa famille offre en souvenir les discours prononcés à ses obsèques, Paris, Lahure, 1903, 27 p., in-8°
- Ernest Lavisse et Joseph Chaumié, École normale supérieure : Séance du mercredi 20 novembre 1904, Paris, Imprimerie nationale, 1904, 23 p., in-4°
- Ernest Lavisse, Légion d'honneur. Maison d'éducation de Saint-Denis : Discours prononcé à la distribution des prix, le 22 juillet 1905, Paris, Imprimerie nationale, 1905, 10 p., in-8°
- Ernest Lavisse, Discours à des enfants : Quatre discours adressés aux élèves des écoles communales du Nouvion-en-Thiérache (Aisne) à l'occasion des distributions de prix, Paris, Armand Colin, 1907, 59 p., in-16° (lire en ligne)
- Ernest Lavisse, Discours prononcé dans la séance publique tenue par l'Académie française pour la réception de M. Raymond Poincaré, le 9 décembre 1909, Paris, Firmin Didot et Cie, coll. « Institut », 1909, 71 p., in-4°
- Ernest Lavisse, Gaston Darboux, Gaston Doumergue et Jules Tannery, École normale supérieure : Inauguration du monument élevé à Pasteur, 5 juin 1910, Paris, Hachette, 1910, 32 p., in-4°
- Ernest Lavisse, Nouveaux discours à des enfants, Paris, Armand Colin, 1910, 59 p., in-16°
- Ernest Lavisse, Jubilé de M. Ernest Lavisse, février 1913 : 50e anniversaire de son entrée à l'École normale, Paris, Lahure, s.d., 43 p., in-8°
- Ernest Lavisse, Discours prononcé par M.  Ernest Lavisse […] à la séance d'ouverture des conférences de la Faculté. In : Déclarations de l'Institut et des Universités de France à propos du Manifeste des intellectuels d'Allemagne. -, Paris, Impr. Nationale, 1915, in-8°, pp 27-31.
- Ernest Lavisse, Séance publique annuelle de l'Académie française : Rapport sur les prix de vertu, Paris, Firmin Didot et Cie, coll. « Institut », 1916, 110 p., in-4°

## Préfaces
- Arthur Giry (préf. Ernest Lavisse), Documents sur les relations de la royauté avec les villes en France… : Recueil de textes pour servir à l'étude et à l'enseignement de l'histoire, Paris, s.n., 1885, in-8°
- Edward Augustus Freeman (préf. Ernest Lavisse), Histoire générale de l'Europe par la géographie politique, Paris, s.n., 1886, in-8°
- James Bryce (trad. Émile Domergue, préf. Ernest Lavisse), Le Saint Empire romain germanique et l'empire actuel d'Allemagne, Paris, Armand Colin, 1890, XLI-596 p., in-8°
- Victor Duruy (préf. Ernest Lavisse), Le 1er régiment de tirailleurs algériens : Histoire et campagnes, Paris, Hachette, 1899, 360 p., in-folio
- Émile Salé (préf. Ernest Lavisse), Les Causeries de M. Forfer, Laon, Letrillard, 1908, X-422 p., in-16°
- Maurice Barrès et autres (préf. Ernest Lavisse), La Morale vécue : Famille, patrie, humanité. Belles actions et dévouements héroïques racontés par MM. Barrès, Boissier, Bourget, Brunetière, Caro…, Paris, C. Delagrave, 1910, VII-278 p., in-12° (lire en ligne)
- D. Goldschmidt (préf. Ernest Lavisse), Autour de Strasbourg assiégé, 1870, Strasbourg, Treuttel et Würtz, 1912, XV-224 p., in-8°
- Société de l'histoire de l'art français (préf. Ernest Lavisse), Mélanges offerts à M. Henry Lemonnier, Paris, Champion, coll. « Archives de l'art français », 1913, XVI-563 p., in-8°
- Léon Bourgeois (préf. Ernest Lavisse), La Politique de la prévoyance sociale, Paris, Fasquelle, 1913-1919, 438 p., 2 vol. in 12° (lire en ligne)
- Auguste Lalance (préf. Ernest Lavisse), Mes souvenirs, 1830-1914, Paris, Berger-Levrault, 1914, XVI-77 p., in-8°
- Gabriel Alphaud (préf. Ernest Lavisse), L'Action allemande aux États-Unis : De la mission Dernburg à l'incident Dumba (2 août 1914-25 septembre 1915, Paris, Payot, 1915, XVI-499 p., in-16°
- Louis Le Chatelier (préf. Ernest Lavisse), La Normandie méditerranéenne : Libres propos d'un Normand, Paris, Letouzey et Ané, 1915, 135 p., in-4°
- Maurice Genevoix (préf. Ernest Lavisse), Sous Verdun, août-octobre 1914, Paris, Hachette, coll. « Mémoires et récits de guerre », 1916 (réimpr. 1925, 1929) (1re éd. 1916), XXI-271 p., in-16°
- Hélène Rosnoblet (préf. Ernest Lavisse), Autour du poêle : Contes d'Alsace, Paris, Berger-Levrault, 1917, VIII-160 p., in-16°
- Charles Delvert (préf. Ernest Lavisse), Histoire d'une compagnie : Main de Massiges-Verdun (novembre 1915-juin 1916), Paris, Berger-Levrault, 1918, XIII-295 p., in-16°
- George Abel Schreibner (préf. Ernest Lavisse), La Détresse allemande, Paris, Hachette, coll. « Mémoires et récits de guerre », 1918, XII-244 p., in-16°
- Augustin Filon (préf. Ernest Lavisse), Souvenirs sur l'impératrice Eugénie, Paris, Calmann-Lévy, 1920, XXXII-336 p., in-16° (lire en ligne)
- Maurice Bouignol (préf. Ernest Lavisse), Glaives et médailles : Poèmes, Paris, G. Crès, 1920, 317 p., in-16°
- Maurice Baumont et Marcel Berthelot (préf. Ernest Lavisse), L'Allemagne : Lendemains de guerre et de révolution, Paris, Armand Colin, 1922, 298 p., in-16°